# Lithothamnion album
Lithothamnion album Heydrich, 1897  é o nome botânico  de uma espécie de algas vermelhas  pluricelulares do gênero Lithothamnion, subfamília Melobesioideae.
- São algas marinhas encontradas em algumas ilhas do Oceano Índico.

## Sinonímia
- Millepora polymorpha var. globosa Esper, 1789